# 谭泉海
谭泉海（1939年7月—2017年2月13日），字石泉，号陶逸轩主人，江苏宜兴人，紫砂陶刻名家，中国工艺美术大师。

## 生平
谭泉海出生于宜兴和桥镇。1958年进入宜兴紫砂工艺厂，师从陶刻名师任淦庭。1975年赴中央工艺美术学院陶瓷美术设计培训班进修，系统学习陶瓷理论，曾受到梅健鹰、杨永善、张守智、白雪石、陈若菊等人指导。1989年，晋升高级工艺美术师。1997年，被评为第四届中国工艺美术大师。2005年，获研究员级高级工艺美术师职称。2010年，荣获中国工艺美术学会颁发的中国工艺美术终身成就奖。
谭泉海是第七、八、九届全国人大代表，并曾任宜兴市人大副主任。2017年2月13日逝世，终年78岁。

## 家庭
谭泉海长女谭晓君、次女谭晓燕皆女承父业，成为紫砂陶艺家。